# イーハトーヴ・オーシァンファーム
イーハトーヴ・オーシァンファームは、北海道白老郡白老町に所在する、日本で最初に創設された元競走馬および乗馬を対象とする養老牧場。乗馬クラブとしても運営されている。

## 歴史

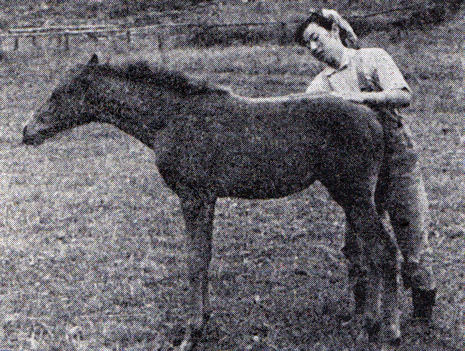
ヤシマ牧場時代の大井

1958年、北海道浦河町に創設された「オーシァンファーム」を前身とする。創設者の大井昭子はユートピア牧場創設者・大井守雄の娘で、1940年代後半よりヤシマ牧場々長としてボストニアン、ハクリョウ、ハクチカラなどを生産し、「浦河の女傑」とも呼ばれていた。創設以降、競走馬生産牧場として運営されていたが、1970年代より問題となり始めた馬の供給過剰の影響を受け、オーシァンファームの生産馬も処分の検討を余儀なくされた。こうした状況の中、大井は「馬の余生というものがあっても良いのではないか」との考えに至り、1984年、オーシァンファームは競走馬生産から引退競走馬・乗馬を受け入れる養老牧場へ転換した。オータムハンデキャップの優勝馬トパーズを共同所有していたアメリカ人馬主・グラシアニ夫人が、かつて大井に対して「日本人はなぜ馬を残さないの」と漏らしていたことも、このような考えを抱く遠因となった。
繋養第1号馬は、グラシアニ夫人の所有馬・トパーズミオであった。この出来事が新聞に取り上げられると、記事を読んだメジログループ総帥・北野ミヤが強い関心を示し、メジロボサツ、メジロサンマンといった著名馬をオーシァンファームへ預託した。
1988年、牧場を登別市に移し、「ブレーメンの丘オーシァンファーム」と改称、この頃取材が行われたテレビ朝日の特集番組が大きな反響を呼び、活動に興味を抱いた政治家の羽田孜が牧場に来訪、牧場敷地の狭さを目の当たりにした羽田の協力により白老町に適地を見出し、1991年に再移転。牧場名に宮沢賢治の造語で理想郷を意味するイーハトーヴを加え、「イーハトーヴ・オーシァンファーム」となった。
2004年、大井昭子が死去。以降も有志によって運営が続けられていたが、2017年4月末日をもって馬部門は閉鎖となった。

## 著名な繋養馬
存命馬

過去の繋養馬
- メジロサンマン（1980年死亡。目黒記念・秋優勝、重賞勝利馬6頭の父）
- メジロボサツ（1991年死亡。朝日杯3歳ステークスなど優勝。メジロゲッコウの母）
- メジロヒリュウ（1998年死亡[3]。メジロラモーヌ、メジロアルダンの母[3]）
- ディアマンテ（1999年死亡。エリザベス女王杯など優勝）
- シェリル（2002年死亡。オペラ賞優勝。メジロティターンの母）
- バンパサー（2002年死亡。クイーンステークス優勝）
- メジロアシガラ（2003年死亡。新潟障害ステークス優勝）
- ウズシオタロー（2007年死亡。1987年～2007年日本最多出走記録保持馬）
- ノースガスト（2007年死亡。菊花賞優勝）
- タケノベルベット（2014年死亡。エリザベス女王杯優勝）